# Fussballclub Breitenrain
Il Fussballclub Breitenrain è una società calcistica svizzera, con sede a Berna, capitale della Svizzera e del cantone omonimo.

## Storia
Fondata nel 1994 dalla fusione delle squadre FC Minerva e FC Zähringia, milita in Promotion League, la terza divisione nazionale svizzera.

## Rosa attuale
Rosa aggiornata al 10 ottobre 2014
| N. |                       | Ruolo | Calciatore         |
| -- | --------------------- | ----- | ------------------ |
| 1  | Svizzera (bandiera)   | P     | Severin Keller     |
| 2  | Svizzera (bandiera)   | D     | Luca Schällibaum   |
| 3  | Svizzera (bandiera)   | C     | Alejandro Henzi    |
| 4  | Svizzera (bandiera)   | D     | Nicolas Kehrli     |
| 5  | Svizzera (bandiera)   | D     | Sandro Galli       |
| 6  | Svizzera (bandiera)   | D     | Oliver Portmann    |
| 7  | Montenegro (bandiera) | C     | Adan Rebronja      |
| 8  | Svizzera (bandiera)   | A     | Daniel Mumenthaler |
| 9  | Svizzera (bandiera)   | A     | Kastriot Sheholli  |
| 10 | Svizzera (bandiera)   | C     | Claudio Zenger     |
| 11 | Brasile (bandiera)    | C     | Wellington         |
| 13 | Svizzera (bandiera)   | A     | Pascal Stadelmann  |

| N. |                       | Ruolo | Calciatore       |
| -- | --------------------- | ----- | ---------------- |
| 14 | Svizzera (bandiera)   | D     | Manuel Gloor     |
| 15 | Svizzera (bandiera)   | A     | Sascha Deon      |
| 16 | Svizzera (bandiera)   | C     | Ramon Egli       |
| 17 | Svizzera (bandiera)   | A     | Ardit Zenuni     |
| 18 | Brasile (bandiera)    | A     | Luis Fernando    |
| 20 | Svizzera (bandiera)   | D     | Fabio Donato     |
| 21 | Svizzera (bandiera)   | C     | Raphael Kehrli   |
| 22 | Svizzera (bandiera)   | C     | Andri Rüegsegger |
| 23 | Svizzera (bandiera)   | D     | Marco Hurter     |
| 24 | Svizzera (bandiera)   | C     | Arno Luginbühl   |
| 26 | Svizzera (bandiera)   | D     | Leonard Kiener   |
| 29 | Montenegro (bandiera) | C     | Dino Rebronja    |

## Palmarès

### Competizioni nazionali
- Seconda Lega interregionale: 1

2008-2009 (gruppo 2)
- Promotion League: 1

2021-2022

### Altri piazzamenti
- Promotion League:

Terzo posto: 2014-2015
- Seconda Lega interregionale:

Secondo posto: 2007-2008 (gruppo 2)